# Peter Hummelgaard
Peter Hummelgaard Thomsen, ofte blot kaldt Peter Hummelgaard (født 17. januar 1983 i Tårnby), er en dansk jurist og socialdemokratisk politiker, der siden 15. december 2022 har været justitsminister i regeringen Mette Frederiksen II. Tidligere har han har været beskæftigelsesminister i Regeringen Mette Frederiksen I. Han har derudover været minister for ligestilling fra den 19. november 2020 til den 4. februar 2022. Han har været medlem af Folketinget for Socialdemokratiet siden 2015. I 2008-2012 var han formand for Danmarks Socialdemokratiske Ungdom.

## Baggrund
Peter Hummelgaard Thomsen er søn af bagagemedarbejder i Københavns Lufthavn Jan Thomsen og rengøringsassistent Susanne Pedersen. I 2003 blev Hummelgaard student fra Tårnby Gymnasium, og i 2012 afsluttede han jurastudiet ved Københavns Universitet med titlen cand.jur.
Hummelgaard var fra 2005 til 2008 ansat i Udenrigsministeriet som juridisk student. Som færdiguddannet arbejdede han 2012-14 som konsulent i analysevirksomheden Advice, som politisk konsulent i 3F fra 2014 til 2015. 2013-2014 var han chefredaktør for Netavisen Pio.

## Politisk karriere
Hummelgaard har været politisk aktiv i DSU i en årrække. Han var afdelingsformand for DSU Kastrup/Tårnby og blev senere formand for DSU i Københavns Amt, indtil amtsstrukturen ophørte som følge af strukturreformen. Han har været medlem af DSU's forbundsstyrelse og formand for ungdomsorganisationens internationale udvalg, inden han 2008-2012 var formand for hele ungdomsorganisationen.
I juni 2011 vandt han DM i debat på Folkemødet i Allinge.
Han har været kandidat for Socialdemokratiet i Sundbyøsterkredsen 2012-2014 og derefter fra 2014 i Tårnbykredsen. Ved Folketingsvalget 2015 fik han 5.065 personlige stemmer i Københavns Storkreds og fik dermed Socialdemokraternes 2. kredsmandat. Med Regeringen Mette Frederiksen I blev Hummelgaard udnævnt som beskæftigelsesminister og var i perioden fra 19. november – 15. december 2022 også ligestillingsminister.
Ved Folketingsvalget 2019 opnåede han 9.321 personlige stemmer og har siden 15. december 2022 været Danmarks justitsminister.
Beskæftigelsesminister
Som beskæftigelsesminister forhandlede Hummelgaard blandt andet Socialdemokratiets store valgløfte om en ny ret til tidlig pension (ofte kaldt Arnepension efter bryggeriarbejderen Arne Juhl). Forslaget mødte stor kritik fra den daværende borgerlige regering og blev beskyldt for at være et bluffnummer af både Lars Løkke Rasmussen og Søren Pape Poulsen.
I oktober 2020 indgik den socialdemokratiske regering, Dansk Folkeparti, Socialistisk Folkeparti og Enhedslisten en aftale om ny ret til tidlig pension. Retten blev baseret på objektive kriterier og tog udgangspunkt i antallet af år på arbejdsmarkedet.
Justitsminister
Hummelgaard indgik i november 2023 en politisk aftale om bandepakke IV med et bredt flertal af Folketinget. Bandepakke IV øgede myndighedernes muligheder for at efterforske banderne, skærper straffene for våbenbesiddelser og gør rekruttering af børn og unge til kriminalitet ulovligt.
Hummelgaard har desuden iværksat en indsats, der skal lukke Pusher Street på Christiania permanent i kampen mod organiseret narkotikakriminalitet ved at indføre en skærpet strafzone, hvor der er dobbeltstraf for handel med og besiddelse af ulovlige stoffer og for at overtræde såkaldte zoneforbud.
I 2024 forhandlede han desuden en bred politisk aftale på plads, der ændrer tilsynet med efterretningstjenesterne.

## Privat
Peter Hummelgaard bor til daglig på Amager med sin hustru Sara Vad Sørensen og parrets to børn. 
Hummelgaard udgav i 2024 debatbogen "Der er noget, vi skal tale om", hvor han argumenterede for, at vold mod børn i dag fortsat er et udbredt problem, der kræver mere opmærksomhed. I bogens prolog fortalte han også om sin egen barndom, hvor han og hans mor blev udsat for vold af hans far. Et forhold faren senere har erkendt. 

## Bøger
- Deltager Danmark (2013), med Bjørn Hansen, Emilie Turunen, Nanna Westerby, Kristian Weise, Jens Jonatan Steen og Bjarke Dahl; Informations Forlag
- Den syge kapitalisme (2018); Gyldendals Forlag[20]
- Der er noget, vi skal tale om (2024), Gyldendals Forlag[21]